# Cellule de Merkel
 (mars 2024).
Si vous disposez d'ouvrages ou d'articles de référence ou si vous connaissez des sites web de qualité traitant du thème abordé ici, merci de compléter l'article en donnant les références utiles à sa vérifiabilité et en les liant à la section « Notes et références ».
Pour les articles homonymes, voir Merkel (homonymie).
Les cellules de Merkel (ou cellules de Merkel-Ranvier) sont des cellules du système neuroendocrinien diffus. Elles représentent le quatrième type cellulaire de l'épiderme (avec les kératinocytes, les mélanocytes et les cellules de Langerhans).

## Histologie

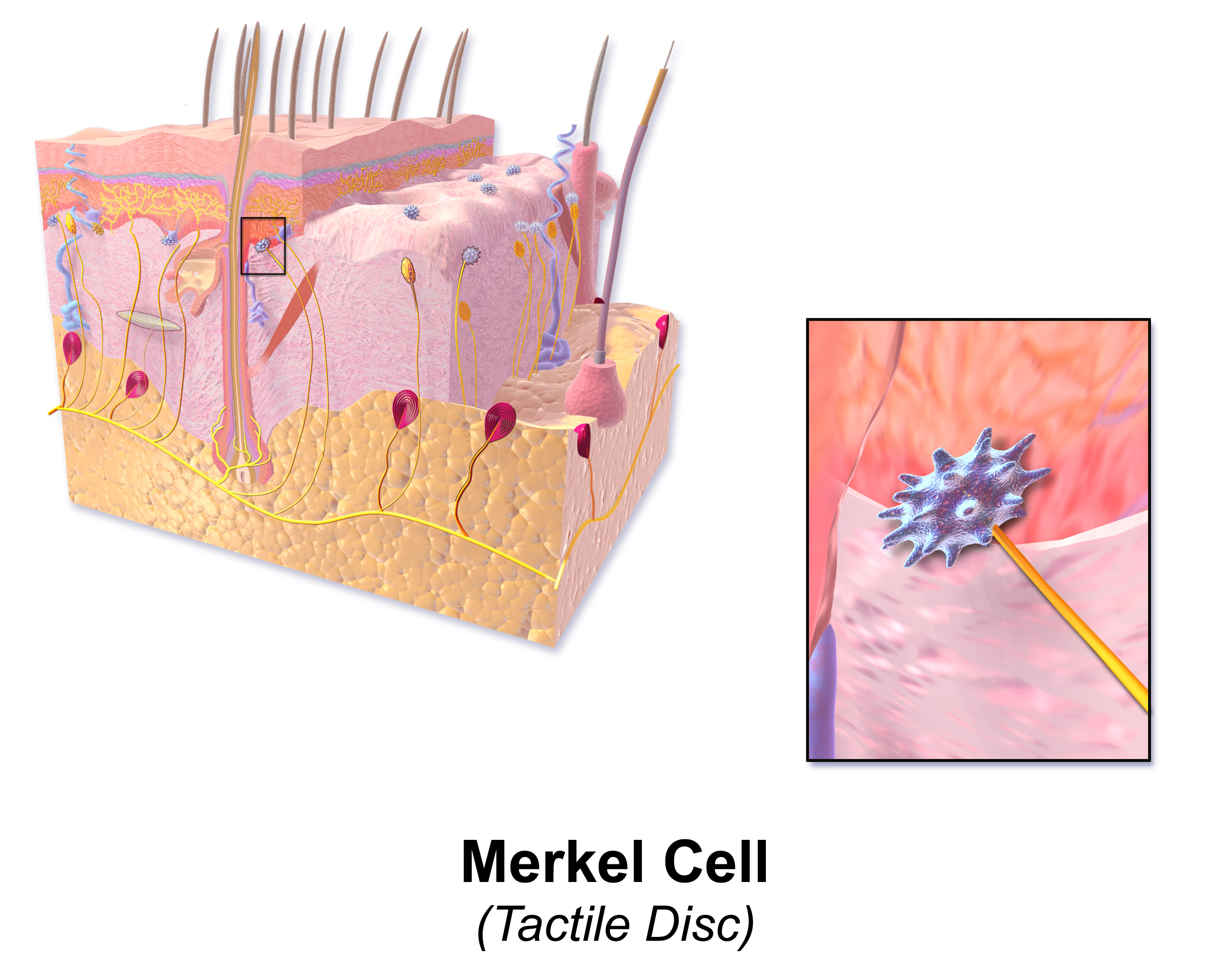
Organe de Merkel.

Comme les kératinocytes, ces cellules proviennent de précurseurs épidermiques issus de la couche basale. La différenciation en cellules de Merkel débute chez l'embryon avant l'arrivée des terminaisons nerveuses (amyéliniques participant à la sensibilité épicritique) cutanées et se poursuit jusqu'à la deuxième semaine post-natale chez les rongeurs. Les cellules de Merkel se localisent spécifiquement au niveau de la couche basale épidermique et ne sont retrouvées au niveau des couches supérieures qu'en cas de dénervation.
Les cellules de Merkel se distinguent des autres cellules épidermiques par la présence dans leur cytoplasme de granules denses, très riches en médiateurs biochimiques, par leur forme ovale, leur petite taille (15 µm environ) et un noyau important et plurilobé.
Le cytosquelette des cellules de Merkel contient des kératines d'épithéliums simples (kératine 20) à la différence des kératinocytes qui contiennent des kératines d'épithéliums stratifiés. Elles peuvent faire des desmosomes avec les cellules avoisinantes et des mélanosomes ont déjà été observés dans leur cytoplasme. Les cellules de Merkel entretiennent également des connexions "synaptiques" avec les terminaisons nerveuses cutanées de type A-béta formant ainsi le complexe neurite-cellules de Merkel. Une seule fibre peut innerver plus de 50 cellules de Merkel. Ce complexe est supposé être un mécanorécepteur à adaptation lente de type 1 ce qui signifie qu'il peut encoder une stimulation mécanique en influx nerveux (mécanorécepteur) pendant toute la durée de la déformation (adaptation lente, jusqu'à 30 minutes) mais uniquement sur une zone très limitée (type 1).

## Physiologie
Les cellules de Merkel se regroupent pour former l'organe de Merkel (non encapsulé), un mécanorécepteur sensible à la pression (en intensité et en durée), d'innervation rapide (fibre myélinisée). Néanmoins, la participation des cellules de Merkel à la mécanoréception est aujourd'hui l'objet d'un débat. Il semblerait que la fibre nerveuse puisse assumer seule ces fonctions. De fait, le rôle des cellules de Merkel au sein de l'épiderme est encore inconnu, sans doute un rôle trophique envers les terminaisons nerveuses du plexus dermique permettant ainsi la mise en place de l'innervation épidermique.
L'autre caractéristique principale de ces cellules est leur richesse en neuropeptides et médiateurs de toutes sortes (enképhaline, chromogranine, sérotonine, substance P, CGRP, somatostatine, VIP, PHI, sécrétogranine, etc.) stockés dans des granules neurosécrétoires et donc relargables à volonté sous l'effet d'une stimulation. Le nombre de molécules contenues dans ces granules donne la capacité aux cellules de Merkel de communiquer avec de nombreux types cellulaires en plus des neurones, ce qui leur vaut l'attribution du titre de "cellule neuroendocrine". Cependant, de telles interactions n'ont pas encore été mises en évidence.

## Pathologie
L'implication des cellules de Merkel dans des affections est loin d'être éclaircie. Le carcinome à cellules de Merkel est pour l'instant une des seules formes pathologiques pouvant dériver de ces cellules. Toutefois, la présence habituelle de neurofilaments et la localisation plutôt dermique de ce carcinome agressif semble indiquer une cancérisation des précurseurs plutôt que des cellules de Merkel elles-mêmes, ces dernières étant post-mitotiques, en différenciation terminale. En effet ces précurseurs des cellules de Merkel, d'origine neurale, ont un plus fort potentiel de division et se situent surtout au niveau du derme, dans des niches protectrices (follicules, vibrisses, etc.). L'expression de neurofilaments n'est quasiment jamais retrouvée au niveau des cellules de Merkel.